# Bìm bịp đầu xanh
Bìm bịp đầu xanh (danh pháp hai phần: Centropus monachus) là một loài chim thuộc chi Bìm bịp, họ Cuculidae..
Bìm bịp đầu xanh phân bố ở Angola, Bénin, Burundi, Cameroon, Cộng hòa Trung Phi, Tchad, Cộng hòa Congo, Cộng hòa Dân chủ Congo, Bờ Biển Ngà, Guinea Xích Đạo, Eritrea, Ethiopia, Gabon, Ghana, Guinea, Guinea-Bissau, Kenya, Liberia, Mali, Nigeria, Rwanda, Sudan, Tanzania, Togo, và Uganda.